# Budowlani Łódź
Budowlani Łódź es el departamento de voleibol femenino fundado en Łódź, Polonia en el año 2006. El equipo juega sus partidos locales en la sala Łódź Spor Salonu nombre Józef Żyliński en Łódź. 

## Nombres
- Budowlani Łódź
- Organika Budowlani Łódź
- Beef Master Budowlani Łódź
- Grot Budowlani Łódź

## Competencias internacionales[1]
| Temporada | Competencia       |
| --------- | ----------------- |
| 2010/2011 | Liga de Campeones |
| 2010/2011 | Copa CEV          |
| 2016/2017 | Copa CEV          |
| 2017/2018 | Liga de Campeones |
| 2018/2019 | Liga de Campeones |
| 2019/2020 | Liga de Campeones |

## Palmarés
Copa de Polonia:
- 2010, 2018[2]

Campeonato de Polonia:
- 2017, 2019
- 2018

Supercopa de Polonia:
- 2017, 2018, 2020

## Team Roster
Temporada 2021–2022
| N.º | Jugadora          | Posición | Estatura (m) | Fecha de nacimiento       |
| --- | ----------------- | -------- | ------------ | ------------------------- |
| 5   | Małgorzata Lisiak | Central  | 1.87         | 1996 de julio del 11      |
| 6   | Anna Lewandowska  | Central  | 1.87         | 1995 de diciembre del 2   |
| 8   | Zuzanna Górecka   | Punta    | 1.81         | 2000 de abril del 10      |
| 9   | Weronika Centka   | Central  | 1.92         | 2000 de septiembre del 6  |
| 14  | Monika Fedusio    | Punta    | 1.83         | 1999 de noviembre del 6   |
| 20  | Justyna Kędziora  | Punta    | 1.76         | 2000 de septiembre del 29 |
| 24  | Paulina Damaske   | Punta    | 1.78         | 2001 de junio del 1       |
|     | Ana Cleger        | Opuesta  | 1.83         | 1989 de noviembre del 27  |
|     | Julia Szczurowska | Opuesta  | 1.88         | 2001 de julio del 29      |
|     | Justyna Łysiak    | Libero   | 1.73         | 1999 de enero del 20      |
|     | Maja Pelczarska   | Armadora | 1.78         | 1995 de julio del 13      |
|     | Martyna Łazowska  | Armadora | 1.80         | 2002 de abril del 10      |
|     | Daria Skomorowska | Libero   |              | 2002 de octubre del 4     |

### Personal técnico
| País               | Nombre              | Cargo                |
| ------------------ | ------------------- | -------------------- |
| Bandera de Polonia | Marcin Chudzik      | Director             |
| Bandera de Polonia | Jakub Głuszak       | Entrenador           |
| Bandera de Polonia | Maciej Biernat      | Entrenador físico    |
| Bandera de Polonia | Krystian Pachliński | Asistente            |
| Bandera de Polonia | Rafał Abramczyk     | Fisioterapeuta       |
| Bandera de Polonia | Michał Wrzeszcz     | Estadístico          |
| Bandera de Polonia | Tomasz Grodecki     | Coordinador de salud |

## Jugadoras notables en el equipo
- Charlotte Leys
- Kaja Grobelna
- Valérie Courtois
- Hélène Rousseaux
- Veronica Jones-Perry
- Courtney Thompson
- Kathleen Olsovsky
- Matea Ikić
- Ana Grbac
- Sanja Popović
- Ana Cleger
- Noris Cabrera
- Jovana Brakočević
- Karla Echenique
- Tabitha Love
- Heike Beier
- Jaroslava Pencová
- Pavla Vincourová
- Femke Stoltenborg
- Paulina Maj
- Magdalena Stysiak
- Maria Stenzel
- Magdalena Śliwa
- Martyna Grajber
- Magdalena Śliwa
- Katarzyna Zaroślińska
- Joanna Mirek
- Agata Durajczyk
- Sylwia Wojcieska
- Marta Wójcik
- Gabriela Polańska
- Sylwia Pycia
- Karolina Kosek
- Dorota Ściurka
- Katarzyna Mróz
- Magdalena Woźniczka